# Irish Republican Socialist Party
Irish Republican Socialist Party, IRSP, är ett republikanskt irländskt socialistiskt parti. Det ser sig själva som marxistiskt och grundades 8 december 1974 av tidigare medlemmar från irländska Workers' Party (iriska: Páirtí na nOibrithe), dess väpnade gren Officiella IRA (OIRA), oberoende socialister samt fackligt aktiva socialister. En av grundarna var den irländske patrioten Seamus Costello som mördades av medlemmar i OIRA 1977.
Partiets tidning heter Starry Plough (iriska: An Camchéachta) och dess väpnade gren heter Irish National Liberation Army.
1975 blev IRSP det första irländska parti, som ville legalisera abort och införa lika rättigheter för homosexuella.